# Modolo
Modolo település Olaszországban, Szardínia régióban, Oristano megyében. Lakosainak száma 170 fő (2023. január 1.). Modolo Flussio, Magomadas, Suni és Bosa községekkel határos.

## Népesség
A település lakossága az elmúlt években az alábbi módon változott:
| Lakosok száma | 168  | 163  | 170  |
|               | 2017 | 2018 | 2023 |